# رابطة (ميناء)
رابطة (ميناء) (بالإغريقية: Ῥάπτα and Ῥαπτά)‏ كان إمبوريون يقال إنه يقع على ساحل جنوب شرق إفريقيا، وُصِف لأول مرة في القرن الأول الميلادي. لم يُحدد موقعه بشكل قاطع، على الرغم من وجود عدد من المواقع المرشحة المعقولة. القديم كتاب الطواف من البحر الأرتيري وصف رابطة (ميناء) باسم «إمبوريون آخر من آزانيا»، جنوب السفر يومين من مينوثياس الجزر (الفصل 16). تم تسميته Ῥάπτα بسبب القوارب المخيطة (ῥαπτῶν πλοιαρίων) التي تم استخدامها هناك. يذكر بيريبلس أيضًا أن المدينة والميناء كانا يحكمهما التوابع العربية الجنوبية [بحاجة لمصدر]  لمملكة حمير، ولا سيما «زعيم قبلي مافاري».
وفقًا لكلوديوس بطليموس، فإن ديوجين، تاجر التجارة الهندية، قد انحرف عن مساره المعتاد من الهند، وبعد السفر 25 يومًا جنوبًا على طول الساحل الأفريقي وصل إلى رابتا، التي تقع حيث يدخل النهر الذي يحمل نفس الاسم المحيط الهندي مقابل جزيرة مينوثياس. يصف ديوجين كذلك هذا النهر بأنه مصدره بالقرب من جبال القمر، بالقرب من المستنقع حيث قيل أن النيل أيضًا مصدره.
ذُكر رابطة (ميناء) أيضًا من قبل ستيفان البيزنطي وكوسماس إنديكوبليوتس. كتب ستيفانوس البيزنطي وكلوديوس بطليموس أن رابتا كانت مدينة باربارية (بالإغريقية: Βαρβαρίας)‏.

## موقع
يسرد موقع GWB هنتنغفورد خمسة مواقع مقترحة لـ رابطة (ميناء):
- تنجا، عند مصب نهري مكولوموزي وسيجي.
- بنجاني، عند مصب نهر روفو
- مسساني، ثلاثة أميال شمال دار السلام — أو دار السلام نفسها
- كيسويو
- في مكان ما في دلتا نهر روفيجي، مقابل جزيرة المافيا.

هنتنغفورد يرفض الأولين كما أنها قريبة جدا من زنجبار وبيمبا الجزر (الذي يحدد مع مينوثيس ويتابع مؤلف كتاب الطواف في مكان مينوثيس شمال رابطة (ميناء). يلاحظ أنه لا يوجد نهر في مساساني، وبالتالي يخلص إلى أن كيسويو أو دلتا روفيجي هما المرشحان الأكثر ترجيحًا. ومع ذلك، يشير ج. إينز ميلر إلى أنه تم العثور على عملات الإمبراطورية الرومانية؛ أن روفو يظهر بالقرب من جبال كليمنجارو وميرو — مما يؤكد رواية ديوجين؛ وأنه تم العثور على نقش قديم بأحرف سامية بالقرب من مصب بنجاني، مما يجعل بيمبا مرشحًا محتملاً لـ رابطة (ميناء).   ومع ذلك، فإن أول دليل على السكن بدأ فقط في القرن السابع في موقع يسمى تومبي على الطرف الشمالي من الجزيرة،  يتناقض بشكل واضح مع هذه التأكيدات. علاوة على ذلك، يذكر جون بيركنز هذا: «تم الإبلاغ عن بعض العملات المعدنية الرومانية والبيزنطية والساسانية من ساحل شرق إفريقيا؛ ومع ذلك، لم يأت أي منها من الحفريات، وتشير الأدلة المحيطة إلى أنها ربما لم تصل إلى الساحل السواحلي في العصور القديمة. تم تسجيل الأدلة على الاتصالات والتجارة بين هذا الجزء من إفريقيا والعالم الروماني والفارسي بشكل أساسي في السجلات المكتوبة المحدودة.» 
في السنوات الأخيرة، وجد الأستاذ فيليكس شامي أدلة أثرية على وجود تجارة رومانية واسعة النطاق في جزيرة المافيا، وليس بعيدًا، في البر الرئيسي، بالقرب من مصب نهر روفيجي، الذي يرجع تاريخه إلى القرون القليلة الأولى بعد الميلاد.

## بضائع

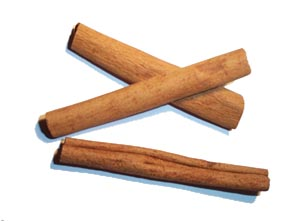
أعواد قرفة.

السلع التي تم تداولها في رابطة (ميناء) متنازع عليها. يذكر بيريبلس فقط أنه كان مصدرًا من العاج وصدفة السلحفاة. يجادل ج. إينز ميلر بأن رابطة (ميناء) شكلت رابطًا مهمًا في طريق التجارة بين ما يعرف الآن بإندونيسيا الحديثة والمستهلكين في منطقة البحر الأبيض المتوسط. يلاحظ ميلر أن السلطات القديمة (على سبيل المثال ذكر هيرودوت 3.111) أن القرفة ولحاء القرفة تم حصادهما في إفريقيا، ومع ذلك لم يتم العثور على هذه الأنواع حتى وقت قريب إلا في جنوب شرق آسيا، مما يشير إلى بعض الخلط. يشير ميلر إلى الروابط الثقافية الموثقة جيدًا بين إندونيسيا وشرق إفريقيا (على سبيل المثال، ترتبط اللغة الملغاشية بالملايو، حيث يستخدم كلاهما زوارق مزدوجة مداد). ثم افترض أن استخدام الرياح الموسمية بدأ في وقت أبكر بكثير مما كان يعتقد سابقًا، مما سمح للتجار بإحضار توابلهم غربًا ربما في وقت مبكر من الألفية الثانية قبل الميلاد.
من الممكن أن يكون كل من حساب بيريبلس وجزءًا على الأقل من نظرية ميلر صحيحين، لأن بيريبلس يركز على توافر قوقعة السلحفاة، ولا ينبغي اعتبار صمته بشأن السلع الأخرى دليلاً على عدم تداول سلع أخرى.